# Escândalo da quebra do sigilo bancário do caseiro Francenildo Costa
O escândalo da quebra do sigilo bancário do caseiro Francenildo Costa irrompeu no Brasil entre 2005 e 2006, no âmbito do chamado escândalo dos bingos, durante o governo do presidente Luiz Inácio Lula da Silva.
Em 14 de março de 2006, Francenildo Santos Costa, um caseiro da chamada "Casa do Lobby" ou "República de Ribeirão Preto", relatou à Comissão Parlamentar de Inquérito (CPI) que investigava escândalos petistas ter avistado o então ministro Antonio Palocci na casa, em contradição o que o ministro tinha afirmado anteriormente.
Francenildo declarou ter visto o então ministro frequentando a mansão para reuniões de lobistas acusados de interferir em negócios de seu interesse no governo Lula, para partilhar dinheiro e abrigar festas animadas por garotas de programa. Seu depoimento na CPI foi silenciado por uma liminar expedida pelo STF, a pedido do senador Tião Viana (PT-AC)
Após uma semana de acusações da oposição do PT, adiamento de depoimentos e com a pressão da imprensa e da opinião pública, Lula pediu o afastamento do seu mais importante ministro, assumindo o cargo o então presidente do BNDES, Guido Mantega. Caíram também Jorge Mattoso, que foi indiciado pela Polícia Federal, além de parte do segundo escalão do ministério.

## Contexto e antecedentes

### "República de Ribeirão Preto"
Francenildo Santos Costa e sua esposa, Noelma, trabalhavam e moravam no terreno de uma mansão no Lago Sul, Brasília, pertencente ao advogado Luiz Antonio Guerra. Guerra alugou a casa em 2003, através de um corretor chamado João Gustavo Abreu Coutinho, a um economista de Ribeirão Preto chamado Vladimir Poleto, o qual aumentou o salário de caseiro de Francenildo para 700 reais, conquanto ele não contasse a ninguém o que acontecesse na casa. A casa era usada para festas de amigos, liderados por Rogério Buratti, que se conheceram nas duas administrações de Antonio Palocci na prefeitura de Ribeirão Preto. Duas semanas depois da mudança, o então ministro da Fazenda Palocci foi visitar a casa e Francenildo o avistou.

### CPI dos Bingos
O escândalo dos bingos surge a partir da divulgação de um vídeo do início de 2002, no qual Waldomiro Diniz, então presidente da Loterj e futuro subchefe da Casa Civil para Assuntos Parlamentares, negociava propina com o empresário de loterias Carlinhos Cachoeira. Vindo a tona em fevereiro de 2004, o caso foi chamado de "o primeiro escândalo de importância no governo Lula". Em junho de 2005, uma Comissão Parlamentar de Inquérito (CPI) foi instituída na Câmara dos Deputados pela oposição ao governo. A CPI, no entanto, acabou perdendo o foco, vindo a analisar casos diversos do motivo original de instalação, como a suposta ligação entre o assassinato do prefeito Celso Daniel e o esquema de financiamento de campanhas ou a remessa de dólares vindos de Cuba para a campanha de Lula.
Em novembro de 2005, Rogério Buratti, ex-assessor de Palocci, fez uma denúncia sobre fraudes em contratos de limpeza pública de Ribeirão Preto no segundo mandato como prefeito de Palocci. A CPI resolveu investigar a questão, convocando assessores de Palocci para prestar depoimento; suspeitavam que eles faziam tráfico de influência no governo. Em dezembro de 2005, o senador Efraim Morais já pressionava pela participação do próprio ministro na CPI. Convocado, Palocci prestou seu depoimento à CPI durante seis horas, em 26 de janeiro de 2006. O depoimento do ministro foi visto como tranquilo. Em certo momento, o relator da CPI, senador Garibaldi Alves, perguntou-lhe se já estivera na casa de Poleto em Brasília, o que Palocci negou.

## Relato na CPI
Em 14 de março, Francenildo Santos Costa, caseiro da mansão alugada no Lago Sul, bairro nobre da cidade de Brasília, por amigos e ex-assessores do Ministro da Fazenda Antonio Palocci, declara para O Estado de S. Paulo, em reportagem de Rosa Costa, que Palocci (tratado pelo nome de: "chefe") costumava ir ao local. Costa diz que via Palocci chegar à casa num Peugeot prata, de vidro escuro, dirigindo sozinho a caminho da mansão.
O caseiro da mansão, encarregado de vigiar e limpar o local, diz que havia reuniões para organizar a distribuição de dinheiro e festas com garotas de programa.  Ele alega ter visto malas e maços de dinheiro e que testemunhou o motorista da casa entregar um envelope cheio de reais a um assessor de Palocci  no estacionamento do Ministério da Fazenda.
O Ministro da Fazenda Antonio Palocci desmente o caseiro da mansão de Palocci. O ministro afirma que as denúncias de Francenildo Costa não podem ser verdadeiras porque  ele (Palocci) "não sabe dirigir em Brasília".
Em 16 de março, durante sessão da CPI dos Bingos, o caseiro da mansão no Lago Sul de Brasília confirma as declarações que havia feito há poucos dias para O Estado de S. Paulo sobre o Ministro da Fazenda Antonio Palocci do Partido dos Trabalhadores.
O caseiro fala cerca de 40 minutos e a sessão é interrompida por causa de uma liminar do senador Tião Viana (Partidos dos Trabalhadores) acatada pelo Supremo Tribunal Federal. Antes de ser interrompido, o caseiro da mansão diz que "confirma até morrer" ter visto Palocci na mansão umas 20 ou 30 vezes.

## Extrato bancário
Em 17 de março, blog da Revista Época, da editora Globo, divulga extrato da conta bancária do caseiro Francenildo dos Santos Costa  onde ele aparece como beneficiário de R$ 38.860,00.
Em 18 de março, a revista Época, datada do dia 20 de março, revela sobre o extrato do caseiro de R$ 38.860,00.  A revista sugere que o caseiro foi pago para fazer as denúncias contra o Ministro da Fazenda Antonio Palocci.
No mesmo dia a farsa é desmontada por uma equipe da PF. O caseiro apresenta recibos bancários e explica que não recebeu R$ 38.860,00, mas três parcelas num total de R$ 24.990,00, de seu suposto pai biológico, um empresário do Piauí, como parte de um acordo para não entrar com um processo de paternidade. O empresário e a mãe do caseiro confirmam a história.
O fato de a Revista Época ter tido acesso ao extrato bancário do caseiro e ele ter sido divulgado configura grave crime contra a Constituição Federal. O caso tem uma repercussão negativa e o Ministério da Fazenda, Polícia Federal e Caixa Econômica Federal são suspeitos de ter tido participação na quebra do sigilo bancário do caseiro.
Em 23 de março, o PSDB encaminha pedido de impeachment de Palocci.
Em 27 de março, Antônio Palocci pede afastamento do cargo de Ministro da Fazenda devido às denúncias de quebra ilegal de sigilo bancário do caseiro Francenildo dos Santos, seu acusador na CPI dos Bingos, sendo substituído por Guido Mantega.
O presidente da Caixa Econômica Federal (CEF), Jorge Mattoso, coloca o seu cargo à disposição do Presidente da República, por causa das denúncias de quebra ilegal de sigilo bancário do caseiro Francenildo dos Santos, dentro da CEF. Neste mesmo dia, ele é ouvido pela Polícia Federal.
Em 28 de março, é publicado no Diário Oficial da União, a exoneração de Antonio Palocci e a nomeação de Guido Mantega na pasta da Fazenda. Nessa mesma edição, aparece  a exoneração de Jorge Matoso da presidência da Caixa Econômica Federal.
Em 30 de março, o caseiro Francenildo dos Santos Costa aparece, na  parte da manhã,  como convidado na OAB em São Paulo, acompanhado de  advogados e políticos da oposição. Declara não estar "acostumado com tanta gente" e ao ser inquirido por repórteres, reitera as acusações contra Antonio Palocci e exige a punição dos responsáveis pela quebra ilegal de seu sigilo bancário, salientando  que a queda do ministro da Fazenda não encerra o caso.

## Investigações pela quebra de sigilo
Em 1 de abril, a revista Veja nº. 1950, datada do dia 5 de abril, denuncia na capa “Golpe Sujo”, afirmando que a Caixa chegou a oferecer R$ 1milhão de reais para os funcionários a assumir a culpa pela quebra do sigilo do caseiro Francenildo; quem estava em casa de Palocci quando recebeu o extrato do caseiro; o pai de Francenildo dos Santos Costa teve o sigilo bancário quebrado; o advogado foi convocado para forjar versão da quebra do sigilo do caseiro. A revista reproduz uma longa história: Jorge Mattoso recebeu pessoalmente, de Antonio Palocci, a ordem para quebrar o sigilo do caseiro. Deu-se na tarde de 16 de março, numa sala do Planalto. Palocci assistia pela TV ao depoimento de Fracenildo na CPI dos Bingos; Às 23h30 do mesmo dia, ao chegar à residência de Palocci para entregar um envelope contendo o extrato do caseiro, Mattoso encontrou outros dois integrantes do governo: o assessor de imprensa do Ministério da Fazenda, Marcelo Netto, e o secretário de Direito Econômico, Daniel Goldberg, subordinado e braço direito do ministro Márcio Thomaz Bastos (Justiça). Pouco antes, deixara a casa o chefe-de-gabinete de Bastos, Cláudio Alencar;  os auxiliares de Thomaz Bastos foram chamados por Palocci, que queria deflagrar uma operação da Polícia Federal para desbaratar o que se acreditava ser uma armação política contra ele. Os alvos eram o caseiro Francenildo dos Santos Costa e o senador Antero Paes de Barros (PSDB-MT). Alencar, o chefe de gabinete do ministro da Justiça, chegou a mandar um pedido formal de diligência policial sobre o caso. Um policial federal veterano da cúpula da corporação recebeu o pedido, examinou-o e respondeu que aquilo levaria quinze dias para produzir algum efeito prático; Na manhã seguinte, 17 de março, sem saber que o front policial estava parado, Palocci comentou com um ministro: "Vamos ter uma notícia boa hoje".
No início da tarde, além de Palocci, outras autoridades do governo já tinham visto cópias do extrato de Francenildo Costa. Três dias antes, o senador Tião Viana (PT-AC) espalhava pelo Senado a informação de que um jardineiro ouvira Francenildo dizer que recebera um bom dinheiro e planeja comprar um terreno ou uma casa; Na noite em que recebeu o extrato do caseiro em casa, das mãos do presidente da Caixa, Palocci ouviu de uma das testemunhas da cena um alerta: embora o documento pudesse incriminar o caseiro, sua obtenção fraudulenta abria um telhado de vidro sobre a operação. Como fazer para encobrir a quebra do sigilo? Surgiu e prosperou a ideia de produzir uma reclamação contra o caseiro no âmbito do Coaf (Conselho de Controle de Atividades Financeiras). A estratégia daria a impressão de que existia uma investigação legítima. Porém, impacientes, Palocci e seu assessor Marcelo Netto divulgaram o extrato logo no dia seguinte, antes mesmo de "esquentá-lo" com a farsa no Coaf. A CPI mantém o registro do CPF e do RG dos depoentes; Na noite daquele dia, Lula, que estava em viagem a Santa Catarina, foi informado por um assessor que a Época publicaria a matéria com base no extrato bancário de Francenildo Costa. Um pouco mais tarde, Márcio Thomaz Bastos, que vinha de uma viagem a Rondônia, fez um pouso na base aérea de Brasília, antes de decolar para São Paulo. Recebeu uma cópia da notícia, veiculada no blog da revista. Achou que se tratava de um fato alentador. Mudou de ideia no fim de semana, diante da comoção contra a violação.
Daquele momento em diante, a estratégia de desacreditar o caseiro foi substituída, dentro do governo, por uma faxina destinada a apagar as provas do crime e preservar o então ministro Antonio Palocci e seu assessor Marcelo Netto. O governo tentou convencer Jorge Mattoso a assumir a responsabilidade pela violação. No dia 23 de março, uma quinta, Mattoso voltou à casa de Palocci. Encontrou o advogado Arnaldo Malheiros, amigo de Thomaz Bastos. Circulou a ideia de oferecer dinheiro vivo (R$ 1 milhão) a algum funcionário da Caixa que se dispusesse a assumir a culpa pela quebra do sigilo. Ouvido pela revista Veja, o advogado confirmou o encontro, mas negou as discussões em torno da oferta financeira.
A Polícia Federal tomou como principal suspeito o ex-Ministro da Fazenda, Antonio Palocci, no caso da quebra ilegal do sigilo bancário de Francenildo dos Santos Costa. Sob reserva, os investigadores do caso disseram ter reunido indícios que apontavam para o envolvimento direto do ex-ministro da Fazenda na encomenda da ilegalidade. Afirmavam estar próximos de provar que a participação de Palocci não se limitara ao recebimento do extrato do caseiro das mãos de Jorge Mattoso, ex-presidente da Caixa Econômica Federal. A hipótese com que trabalhava a PF era a de que Palocci tivesse ordenado diretamente a violação dos dados bancários de Francenildo dos Santos Costa.
Em 3 de abril, em meio à ofensiva da oposição, que passou a levantar dúvidas quanto à sua atuação no episódio, o Ministro da Justiça, Márcio Thomaz Bastos, disse que "não houve demora, deslize, nem lentidão da Polícia Federal", e que "a PF teve toda amplitude para investigar". PSDB e PFL passaram a questionar a ação de Bastos a partir do noticiário sobre a presença de dois de seus auxiliares (o secretário de Direito Econômico Daniel Goldberg e o chefe de gabinete Cláudio Alencar) na casa de Antonio Palocci, no dia em que o sigilo bancário de Francenildo dos Santos Costa foi violado, 16 de março. Bastos disse que o então Ministro da Fazenda havia pedido que  a PF para investigasse Francenildo dos Santos, o que foi negado. E faz uma ressalva: "Eles não são testemunhas de nenhuma irregularidade. Eles simplesmente foram lá [na casa de Palocci], receberam o pedido [de investigação], que não quiseram atender". Como evidência da correção da pasta que dirige, Bastos diz que a investigação do caso "foi feita num tempo absolutamente compatível - com dificuldade, mas num tempo muito rápido. Em uma semana, praticamente 80% da questão foi resolvida em termos de materialidade e autoria. Resta agora continuar essa investigação. Posso dizer que o governo federal cumpriu sua obrigação desde o primeiro momento".
Segundo o reportér do jornal Folha de S.Paulo, Kennedy Alencar, afirma que uma semana antes de demitir Antonio Palocci, Lula ouviu do ministro Márcio Thomaz Bastos (Justiça) que ele considerava o então colega da Fazenda o principal suspeito de ter quebrado o sigilo bancário do caseiro Francenildo Costa. A convicção de Thomaz Bastos vinha da conversa que tivera com dois assessores que conversaram com Palocci no dia da quebra do sigilo da conta de Francenildo (16 de março), e no dia seguinte, quando os dados do caseiro foram divulgados no blog da revista Época. Os auxiliares de Thomaz Bastos que se reuniram com Palocci foram o secretário de Direito Econômico, Daniel Goldberg, e o chefe de gabinete da pasta da Justiça, Cláudio Alencar. Um deles, Goldberg, testemunhou a chegada de Jorge Mattoso, presidente da Caixa, à casa de Palocci na noite em que o crime da quebra do sigilo foi praticado. Goldeberg e Alencar disseram a Thomaz Bastos que Palocci queria que colocassem a PF no encalço do caseiro de nível nacional. Falava de uma movimentação atípica na conta de seu algoz. Mencionava a existência de um jardineiro que testemunharia o recebimento de alta soma em dinheiro por Francenildo. A despeito de ter sido informado de tudo isso, Lula demorou-se em afastar Palocci. Alega, segundo contam seus auxiliares, que chamou o ex-chefe da Fazenda para uma conversa. E ele negou que houvesse encomendado a violação da conta do caseiro. O presidente diz que, sem uma prova cabal, não poderia ter afastado Palocci. Essa prova só teria surgido na segunda-feira passada.
Nesse dia, em depoimento à PF, Jorge Mottoso disse que entregou pessoalmente a Palocci o envelope contendo o extrato de Francenildo. A oposição, que não perde tempo, elevou vez mais o tom das críticas, contra agora Thomaz Bastos e todo o governo, informam Adriano Ceolin e Fábio Zanini (Folha de S.Paulo). PFL, PSDB e PPS ontem sustentam que a violação do sigilo do caseiro foi uma decisão de governo. Enxergam, no mínimo, omissão do ministro da Justiça. "As informações de envolvimento de assessores do ministro da Justiça na quebra do sigilo mostram que há corrupção sistêmica no governo. Todos os que estão ao redor de Lula estão contaminados", disse o líder da oposição na Câmara, José Carlos Aleluia (PFL-BA). Para o senador Álvaro Dias (PSDB-PR), está claro que a violação do sigilo do caseiro foi uma decisão política do governo. "Até agora, está implícito que o presidente Lula tinha conhecimento." Ele lembra que Palocci deu expediente numa sala a poucos metros do presidente na semana em que a crise foi deflagrada-entre os dias 17 e 27 de março. "Isso nos dá o direito de fazer a ilação de que Lula pelo menos ficou sabendo do que havia acontecido", disse.
Os procuradores da República, Gustavo Pessanha Velloso e Lívia Nascimento, revelaram a um colega de Ministério Público que decidiram mover ações judiciais contra o ex-ministro Antonio Palocci, o ex-presidente da Caixa Econômica, Jorge Mattoso e o ex-assessor de imprensa da Fazenda, Marcelo Netto. Os três serão responsabilizados civil e penalmente pela violação e divulgação da conta bancária de Francenildo dos Santos Costa. Pessanha Velloso e Lívia Nascimento acham que o inquérito da Polícia Federal sobre o caso já reúne elementos suficientes para a transformação de Palocci, Mattoso e Netto em réus. A situação dos três complicou-se ainda mais depois de dois novos depoimentos colhidos pela PF. Foram inquiridos o secretário de Direito Econômico do Ministério da Justiça, Daniel Goldberg, e o chefe de gabinete do ministro Marcio Thomaz Bastos (Justiça), Cláudio Alencar. Ambos confirmaram ter ido à casa de Palocci na noite de 16 de março, dia em que o sigilo do caseiro foi quebrado ilegalmente. Alencar teria ido embora. Goldberg ficou.
A partir desde momento o ministro da Fazenda pediu-lhe que mobilizasse a Polícia Federal para investigar Francenildo. Disse-lhe que dispunha de informações de que o caseiro tinha uma movimentação bancária atípica. Goldberg informou à polícia ter testemunhado a chegada de Jorge Mattoso à casa de Palocci. Ouvido pela PF há sete dias, Mattoso já havia confessado ao delegado Rodrigo Gomes, chefe do inquérito na PF, que fora à casa de Palocci naquele dia para entregar-lhe um envelope contendo o extrato extraído ilegalmente dos computadores da Caixa. Os dois assessores de Thomaz Bastos contaram à polícia que, no dia seguinte, informaram a Palocci que não havia elementos para investigar o caseiro, como ele desejava. Teriam informado a Thomaz Bastos acerca dos contatos mantidos com Palocci. Curiosamente, na semana seguinte, o caseiro Francenildo converteu-se de vítima em investigado da PF. Além de ser acusado de mandante da violação do sigilo bancário do caseiro, Palocci será implicado em outra irregularidade. Será acusado de montar uma farsa para transformar o caseiro em suspeito de “lavagem de dinheiro”. O então ministro acionou indevidamente contra Francenildo a estrutura do Coaf (Conselho de Controle de Atividades Financeiras), órgão vinculado ao Ministério da Fazenda.
Em 4 de abril, o caseiro depõe na polícia como investigado por causa da quantia encontrada na conta bancária, por suspeita de ter recebido propina para acusar Palocci.
Em depoimento de três horas à Polícia Federal, o ex-Ministro da Fazenda Antonio Palocci nega que tenha ordenado a quebra ilegal do sigilo bancário do caseiro Francenildo dos Santos Costa e de também qualquer tipo de envolvimento na divulgação do extrato bancário do caseiro para a imprensa.  O depoimento aconteceu na manhã, mas os detalhes só foram divulgados de noite. A PF deu de ombros para as palavras do ministro. Ao final do depoimento, o ex-ministro foi formalmente indiciado pelo crime de quebra do sigilo funcional. Para a polícia, há no inquérito evidências de que a ordem para a violação do sigilo do caseiro partiu, sim, de Palocci. Com o auxílio da polícia e do seu advogado, José Roberto Batochio, o ex-ministro da Fazenda armou uma mega-operação para evitar o constrangimento de ter que comparecer à sede da PF. Ele depôs secretamente, na residência oficial de ministro, que ainda não desocupou. Na condição de ex-ministro, não tinha direito a tal deferência.
Em 5 de abril, O jornalista Marcelo Netto, ex-assessor de imprensa do Ministério da Fazenda, Antonio Palocci, presta depoimento à Polícia Federal. Como foi ouvido na condição de investigado, ele se negou a responder às perguntas da polícia. Deixou o prédio da PF sem ser indiciado. Netto é suspeito de ter vazado para a revista Época o extrato bancário do caseiro Francenildo dos Santos Costa. Na entrada da PF, o advogado Eduardo Toledo, que defende o jornalista, disse que seu cliente é inocente. Toledo tentou justificar a presença do Netto na casa de Palocci na noite de 16 de março, dia em que Palocci recebeu o envelope contendo o extrato da conta de Francenildo: "Meu cliente era assessor de imprensa do ministro. A presença dele no ministério ou na casa do ministro se justificava pela função que exercia no momento".
Em 6 de abril, o Ministro da Justiça, Márcio Thomas Bastos, aparece no Congresso Nacional para se defender das acusações em que os próprios assessores tiveram ligação e o acesso da conta bancária do caseiro Francenildo.
Em 8 de abril, a revista brasileira Veja nº. 1951, datada do dia 12 de abril, denuncia na capa “Golpe Sujo II”, afirmando que o Ministro da Justiça, Márcio Thomas Bastos, ajudou o ex-ministro Palocci na defesa e acusa como cúmplice. Segundo a revista, o ministro teria ordenado a operação para tentar abafar a desastrada quebra ilegal do sigilo bancário do caseiro Francenildo, para não envolver desde funcionários até altas autoridades. Horas depois, o ministro divulga a nota à imprensa, negando as acusações, dizendo no final da nota que as afirmações da Veja “são fantasiosas”.
Em 10 de abril, o Ministro da Justiça, Márcio Thomas Bastos aparece no Planalto e se encontra pessoalmente com o presidente Lula, para se defender das denuncias da revista Veja do dia 8/4, datada no dia 12/4, revela que o ministro “Foi Cúmplice” (título da reportagem) da operação para tentar abafar a desastrada quebra ilegal do sigilo bancário do caseiro Francenildo. Além dessa denúncia, inclui a tentativa de pagar R$ 1 milhão de reais a algum funcionário da Caixa a assumir ter quebrado o sigilo do saldo bancário do caseiro e também aponta que ele se reuniu há uma semana com o ex-ministro Palocci. Tanto os governistas e a oposição queriam que Bastos fosse dar depoimento à CPI dos Correios antes do feriado da Semana Santa que começa na sexta-feira, mas não há um documento da própria CPI que obrigue o ministro a fazer. Apesar de o ministro querer se defender do Plenário da Câmara e sabendo a proximidade do feriado, decide faze-lo só na próxima semana, um gesto interpretado para oposição para o governo “ganhar tempo” como afirma alguns. A nova denuncia constrange até os ministérios da Fazenda e Fazenda, admitindo a reunião feita pelos ministros, mas negam a nova denuncia.
Em 12 de abril, o Ministro da Justiça, Márcio Thomas Bastos anuncia que no dia 18/4 vai aparecer no Congresso Nacional para se defender das acusações em que ele e assessores estiveram envolvidos no caso da quebra do sigilo bancário do caseiro Francenildo, que derrubou Palocci ao declarar que ele participou reuniões na casa 25. O ministro nega as acusações que teria defendido Palocci e que estaria saindo do ministério.
Em 13 de abril, o ex-Ministro da Fazenda, Antônio Palocci é indiciado por mais 2 crimes, no caso da quebra do sigilo bancário do caseiro Francenildo: prevaricação (por receber o extrato bancário do caseiro, que dá 3 anos) e denuncia (ou denunciação) caluniosa (por acusar o caseiro sem provas que dá 8 anos). Ele já foi indiciado por outros 2 crimes: quebra de sigilo funcional e bancário. O anúncio foi feito pelo delegado Rodrigo Gomes que preside o processo contra Palocci. O ex-assessor de imprensa de Palocci, o jornalista Marcelo Netto é acusado de ter divulgado à revista Época o extrato do caseiro Francenildo da Costa, como uma “denuncia” para contra o caseiro.
Em 17 de abril, o advogado do caseiro Francenildo dos Santos, entra com o recurso de indenização ao cliente de 21 milhões de reais (17,5 contra a Caixa - o equivalente a 50 mil salários-mínimos da época -  e 4,0 contra a revista Época). A Caixa por ter quebrado o sigilo bancário e a revista por ter divulgado o extrato sigiloso bancário. A Caixa diz que vai recorrer a decisão e os diretores da Época não quis comentar sobre a indenização.
O prefeito do Rio de Janeiro, Cesar Maia, PFL pede o impeachment do presidente Lula, devido aos casos do mensalão e a quebra ilegal do sigilo do caseiro Francenildo da Costa.
Wlicio Macedo, advogado de Marcelo Netto, ex-assessor de imprensa do Palocci, diz em coletiva de imprensa, que o seu cliente se apresentou à polícia para se defender a acusação da quebra ilegal do sigilo do caseiro Francenildo, mas saiu da delegacia indiciado. Macedo diz que o delegado não se convenceu às afirmações do Netto, saindo da delegacia com a acusação de quebra de sigilo bancário ilegal.
É prorrogado para o dia 20/3, o depoimento do Ministro da Justiça Márcio Thomas Bastos, que era previsto para o dia 18/4.
Em 19 de abril, a Polícia diz que o ex-Ministro da Fazenda, Antônio Palocci, “é sim” o responsável pela ordem da quebra de sigilo bancário do caseiro Francenildo Costa dos Santos, em um processo de 7 volumes com 31 testemunhas; o relatório não inclui o Ministro da Justiça, Márcio Thomas Bastos, que se reuniu com ex-ministro Palocci, 10 dias depois da operação para desacreditar o caseiro na quebra de sigilo; Marcelo Netto ex-assessor de comunicação de imprensa do Palocci foi indiciado com a acusação da quebra do sigilo, o ex-presidente da Caixa, Jorge Martoso, foi indiciado com a acusação de quebra do sigilo e a divulgação do extrato. O advogado do Palocci, Rodrigo Gomes, anuncia que vai recorrer a decisão.
O deputado do PMDB-SE, Almeida Lima anunciou que protocolou as assinaturas de uma nova “CPI do Lula” ou “CPI da Família do Lula” por completo para investigar as atividades do governo sobre os escândalos da dívida paga pelo amigo do presidente Paulo Okamoto; uma dívida paga pelo presidente do Telemar, o filho Lulinha, de origem desconhecida; a quebra ilegal do sigilo bancário do caseiro Francenildo Costa. Ele diz que hoje já tem 34 assinaturas no Senado.
Em 20 de abril, o líder do PFL na Câmara, Rodrigo Maia, entra com o recurso no Conselho de Ética contra o Ministro da Justiça, Macio Thomas Bastos, pelo fato de ter escolhido o advogado Jorge Matoso para o ex-ministro Palocci, que é amigo do Bastos.
Membros do PSDB e PFL acusam o uso do depoimento do Ministro da Justiça, Macio Thomas Bastos, como político e que vão depor-lo no Senado, onde os oposicionistas são a maioria.
A casa de luxo 25, o número da residência, que ficou conhecida em todo o país como “República do Ribeirão Preto” com denuncias do caseiro Francenildo da Costa, onde se reuniam Wadimir Poleto e Rogério Burati antes das denuncias contra o Ministro da Fazenda, Antônio Palocci em 2005, está para alugar para novo proprietário, com quatorze mil reais por mês. A casa tem 4 salas, 4 cozinhas, 4 banheiros e 2 cozinhas.
Em 27 de abril, o ex-ministro Palocci chega de manhã na Polícia Federal em um carro com vidros escuros, sendo acompanhado por outro carro, para não ser visto pela imprensa, mas sai da PF indiciado em mais 4 crimes. Desta vez, a Polícia indicia o ex-ministro por crimes no 2º mandato de prefeito de Ribeirão Preto de 2001 até 2002: falsidade ideológica, peculato (uso do cargo para fins pessoal), formação de quadrilha e lavragem de dinheiro. Ele já foi indiciado por outros crimes no caso da quebra do sigilo do caseiro: quebra de sigilo funcional e bancário; prevaricação (por receber o extrato bancário do caseiro, que dá 3 anos) e denuncia caluniosa (por acusar o caseiro sem provas, que dá 8 anos) (dia 13/4). Ele já foi acusado de promover na famosa residência de luxo “casa 25” de Brasília, festas de lobistas e garotas de programas (prostitutas). O indiciamento só foi possível por que na época de acusação do ex-assessor Rogério Buratti que começou em agosto/2005, Palocci tinha foro privilegiado por ser ministro, com a renuncia perdeu esse privilégio e voltou ser cidadão comum. O advogado do Palocci, Batochio, classifica como “heresia” as novas acusações ao ex-ministro e afirma que vai recorrer, que ele não havia assinado os contratos da empresa Leão&Leão e que acha que o indiciamento de mais crimes é “Absurdo com A maiúsculo”.
Membros da polícia da seccional de Ribeirão Preto no estado de São Paulo, diz que o delegado que investiga ex-ministro Palocci, teria sido avisado pela cúpula da polícia estadual “não apertar muito” o ex-ministro. O delegado é o Benedito Valentisi, uns dos investigadores mais agressivos na investigação do Palocci, mantém em silêncio há vários dias e que misteriosamente enviou as perguntas para que ex-ministro respondesse ao invés ir para Brasília.
Em 28 de abril, o Ministro da Justiça, Márcio Thomas Bastos, foi obrigado a depor na semana que vem diante das suspeitas do Ministério Público que ele seja suspeito de estar envolvido no caso da quebra ilegal do sigilo bancário do caseiro. Bastos se encontrou com Palocci no dia 23/3, dez dias antes ter o extrato do caseiro recebido por 2 funcionários da Caixa ao Palocci. A maior dúvida da investigação é como Bastos escolheu o advogado ao ex-ministro que é amigo do Ministro da Justiça.

## Consequências e repercussões
O ex-ministro Palocci foi um dos nomes cujo relatório final da CPI dos Bingos recomendou o indiciamento.
Em 2008, o documentarista João Moreira Salles escreveu um perfil de Francenildo na Revista Piauí. Moreira Salles entrevistou 20 vezes Francenildo, além de ter lido mais de duas mil páginas do relatório da CPI, assim como ter assistido todas as suas seções relevantes, para contar a história de como os poderes da República "ajudaram a moer Francenildo".
Francenildo processou a Caixa Econômica Federal na Justiça Federal do Distrito Federal pela quebra de seu sigilo, vencendo e ganhando o direito a uma indenização de 500 mil reais. Na segunda instância, o Tribunal Regional Federal da 1ª Região reafirmou a decisão, mas diminui o valor da indenização para 400 mil reais. Por fim, em 2019, o Superior Tribunal de Justiça manteve a indenização da Caixa à Francenildo no valor de 400 mil reais.